# سن کریستوبال د لاس کساس
سن کریستوبال د لاس کساس (به اسپانیایی: San Cristóbal de las Casas) از شهرهای کشور مکزیک است که در ایالت چیاپاس قرار دارد و جمعیت آن طبق سرشماری سال ۲۰۱۰ میلادی ۱۵۸٬۰۲۷ نفر بوده‌است.